# برمهنسا يوغانندا
وُلد برمهنسا يوغانندا (يوجانندا) (بالإنجليزية: Paramahansa Yogananda) في غوراكبور – الهند في 5 يناير/كانون ثاني 1893. منذ نعومة أظفاره المبكرة كان شديد التعطش للروحيات، وقد أوصله حماسه الروحي المتأجج إلى معلمه سوامي سري يوكتسوار الذي لقنه العلم الروحي القديم كريا يوغا Yoga Kriya Yoga. فبمعونة مفتاح الكريا وتوجيه سري يوكتسوار حقق برمهنسا يوغانندا غاية الحياة.
في عام 1917 رغب المهراجا سري مانندرا تشاندرا نندي من كازمبازار - البنغال بإهداء قصره وقطعة أرض واسعة من أملاكه في مدينة رانشي، بيهار لأفضل معلم في منطقته ليحول القصر إلى مدرسة لتعليم الفتيان. فعُقدت مناظرة بين مجموعة من المعلمين، من بينهم المعلم برمهنسا وكان يُعرف آنذاك بسوامي يوغانندا Swami Yogananda. أشرف المهراجا نفسه على المناظرة وأعلن الفوز للسوامي يوغانندا، فأسس مدرسته الأولى يوغودا فيديالايا Yogoda Vidyalaya التي أصبحت تعرف فيما بعد بجماعة يوغودا ساتسانغا Yogoda Satsanga Society {{وإو|عر=Yogoda_Satsanga_Society_of_India]|تر=Yogoda_Satsanga_Society_of_India]|لغ=en|نص=وتشتمل على عدة كليات ومعاهدعلمية وتربوية. في عام 1925 زار [[المهاتما غاندي}}]] مدرسة يوغودا ودوّن عبارة استحسان في سجل الزائرين.
في سنة 1920 وفدَ المعلم برمهنسا إلى أمريكا نزولاً عند رغبة معلمه وتلبية لدعوة تلقاها ليقوم بتمثيل الهند في المؤتمر العالمي للمتدينين الأحرار المنعقد آنذاك في مدينة بوسطن بالولايات المتحدة. وإثر إلقاء خطبته الأولى عن «عِلم الدين Science of Religion» حاضر الآلاف وكرّس شخصياً مائة ألف تلميذ في علم الكريا يوغا.
في عام 1927 وجّه إليه الرئيس كالفين كوليدج دعوة واستقبله رسمياً في البيت الأبيض قائلاً، «لقد قرأت كثيراً عنك وعن نشاطاتك ولذلك أحببت التعرف عليك.» ومما قاله السيد برمهنسا للرئيس: «يا سيادة الرئيس: الفهم الروحي وروح الإخاء هما وحدهما قادران على نشر السلام العالمي وتقريب الشعوب من بعضها» فأجابه الرئيس: «أوافقك الرأي.»
في عام 1929 زار المكسيك وحل ضيفاً على الرئيس إميليو بورتيس خيل ومما قاله الرئيس خيل فيما بعد «لقد بقيت على تواصل معه واستفدت كثيراً من حكمته.»
في عام 1935 زار فلسطين ومصر وتحدث إلى مجموعة من المهتمين بالروحيات وعلى مدى سنين ظل على تواصل مع متصوفة وأصدقاء عرب.
وفي عام 1935 أيضاً منح تكريس الكريا للـ مهاتما غاندي بناء على طلب غاندي نفسه، وكان رابندرانات طاغور قد دعاه قبل ذلك لزيارة مدرسته سانتينيكاتان  Santiniketan حيث عقدا مقارنة بين مناهج مدرستيهما وبحثا أنسب الطرق لتعليم الناشئة وتنمية قدراتهم تنمية متوازنة ومنسجمة مع الطبيعة ونواميس الحياة.
وبفضل مساعيه الجبارة – حيث صرف أكثر من ثلاثين عاماً في الخدمة الإيثارية للإنسانية – تأسست جماعة معرفة الذات Self-Realization Fellowship وهي دائبة في تحقيق الرسالة الروحية والإنسانية التي وضع أسسها وأرسى دعائمها.
لم يقم برمهنسا يوغانندا بالتعليم وحسب، بل برهن بمثال حياته كيف أن الإنسان باستطاعته إبراز قواه الروحية الكامنة بواسطة تأمُّل اليوغا والاستقامة في العمل والمعاملة، والحكمة ومحبة الله والإنسان.
في عام 1946 نشر كتابه مذكرات يوغي: السيرة الذاتية (المعروف أيضاً بـ «سيرة يوغي» Autogiography of a Yogi ) الذي يعتبر من الخوالد الكلاسيكية، إذ ما زالت طبعاته تتوالى على مدى ستة عقود ويتم تدريسه في الكثير من الكليات والجامعات وقد ترجم إلى أكثر من عشرين لغة من بينها العربية.
إضافة إلى سيرته الذاتية دوّن العديد من الكتب منها: غاية الإنسان القصوى Man's Eternal Quest، همسات من الأزل Whispers from K Eternity، تأملات ميتافزيقية Metaphysical Meditations، قانون النجاح The Law of Success، ترانيم كونية Cosmic Chants، أغاني الروح Songs of the Soul، الغرام الإلهيDivine Romance، رحلة إلى معرفة الذات Journey to Self-Realization وغيرها بالإضافة إلى مجموعة ضخمة من التعاليم على هيئة محاضرات  ودروس تشتمل على أساليب وفنون علمية للتأمل، يتم إرسالها لطالبيها.
في عام 1925 أصدر العدد الأول من مجلة الشرق - الغرب East-West التي أصبحت تعرف فيما بعد بمجلة معرفة الذات Self-Realization Magazine  وما زالت تصدر بانتظام حتى اليوم.
في عام 1977 أصدرت الهند طابعاً تذكارياً يحمل صورته تكريماً له، واعتبرته من رجالها العظام الذين ساهموا في نشر فلسفة الهند على نطاق عالمي.
دخل برمهنسا يوغانندا حالة ماهاصمادهي [[Mahasamadhi]|Mahasamadhi (مغادرة اليوغي الواعية لجسمه) في مدينة لوس أنجلوس بكاليفورنيا في السابع من شهر مارس آذار 1952، إثر إلقاء كلمة في وليمة أقيمت احتفاءً بسفير الهند بيناري ر. سين. وقد نـُشرت قصة انتقاله بعدد مايو 1952 من مجلة معرفة الذات Self-Realization Magazine التي تصدر في لوس أنجلوس. كما نشرت في عدد 4 أغسطس آب 1952 من مجلة تايم Time ][[:en:Mahasamadhi]|]] الأسبوعية.
لقد برهن المعلم العالمي قيمة وأهمية اليوغا (الطرق العلمية لمعرفة الذات الإلهية)، ليس في حياته فقط بل في موته أيضاً. فبعد مضي أسابيع على انتقاله ظل وجهه يلمع دون أن يطرأ عليه أي تغيير.
وقد أرسل المستر هاري ت. رو رئيس حديقة فورست لاون التذكارية [[Forest_Lawn_Memorial-Parks_&_Mortuaries]|Forest Lawn Memorial Park – حيث وضع مؤقتاً جسده – شهادة خطية مشفوعة بقسم ][[:en:Forest_Lawn_Memorial-Parks_&_Mortuaries]|]] affidavit إلى جماعة معرفة الذات Self-Realization Fellowship نقتطف منها الفقرات التالية:
«إن انعدام أية علامة ظاهرة للتحلل في جسم برمهنسا يوغانندا بعد وفاته هو في تجربتنا أغرب الحالات غير العادية... إذ لم يظهر في جسمه أي تحلل حتى بعد عشرين يوما من وفاته... ولم يبدُ أي دليل على التعفن في بشرته، بل ولم يحدث تيبس في أنسجته... وهذه الحالة من المناعة الكلية للجسم هي على حد معرفتنا بأحوال الوفيات فريدة من نوعها... وقد توقع عمال الدفن حينما تسلموا جسم يوغانندا أن يشاهدوا من الغطاء الزجاجي للتابوت التحلل التدريجي المألوف. إنما تزايدت دهشتنا حينما مرّ اليوم تلو الآخر دون ظهور أي تغيير في هذا الجسم الذي كان خاضعاً للمراقبة. وقد بدا واضحاً أن جسم يوغانندا في حالة عجيبة من عدم التغيير... إذ لم تصدر عن الجسم في أي وقت رائحة التحلل... والمظهر البدني ليوغانندا في 27 آذار فور وضع الغطاء البرونزي على التابوت كان هو ذاته في السابع من آذار. وقد بدا في يوم 27 آذار غضاً طرياً كما كان ليلة وفاته. ففي 27 آذار لم يكن هناك ما يدفعنا للقول أن جسمه كابد إطلاقاً أي تحلل مادي ظاهر. ولهذه الأسباب نقرر مرة أخرى أن حالة برمهنسا يوغانندا في اختبارنا حالة فريدة من نوعها.»
Paramahansa Yogananda

## روابط خارجية
- برمهنسا يوغانندا على موقع الموسوعة البريطانية (الإنجليزية)
- برمهنسا يوغانندا على موقع إن إن دي بي (الإنجليزية)
- برمهنسا يوغانندا على موقع ديسكوغز (الإنجليزية)